# Чулуут (річка)
Чулуут (монг. Чулуут гол) — це річка в Монголії. Є правою притокою річки Ідер, є її найбільшою притокою. Бере початок в Хангайських горах. при злитті річок Хурмен і Бумбатин. Є частиною басейну Селенги. Її довжина- 415 км, ширина в гирлі- 80 м, максимальна глибина 8 м. Замерзає на 5-6 місяців.